# Amphiascus ultimus
Amphiascus ultimus är en kräftdjursart som beskrevs av Albert Monard 1928. Amphiascus ultimus ingår i släktet Amphiascus och familjen Diosaccidae. Inga underarter finns listade i Catalogue of Life.